# Kaesong
Kaesŏng hay Gaeseong (UK: /keɪˈsɒŋ/ kay-SONG, US: /keɪˈsɔːŋ, ˈkeɪsɔːŋ, ˈɡeɪsʌŋ/ kay-SAWNG, KAY-sawng, GAY-sung, tiếng Hàn Quốc: [kɛsʌŋ], Hán-Việt: Khai Thành; phiên âm tiếng Việt: Kê-xâng) là một thành phố trực thuộc trung ương nằm ở phía nam của Cộng hòa Dân chủ Nhân dân Triều Tiên, gần biên giới với Hàn Quốc. Trước đây Kaesong là kinh đô của Triều Tiên dưới thời vương quốc Thái Phong và sau này là Cao Ly. Thành phố nằm gần khu công nghiệp Kaesong gần biên giới liên Triều và có phế tích cung điện Manwoldae. Thành phố có tên chính thức là Songdo khi còn là kinh đô của Cao Ly. Kaesong đã thịnh vượng với vai trò là trung tâm sản xuất nhân sâm. Ngày nay, thành phố này là trung tâm công nghiệp nhẹ của Cộng hòa Dân chủ Nhân dân Triều Tiên.
Kaesong là một điểm đến du lịch cho du khách nước ngoài đến Triều Tiên và là một trong hai địa điểm ở Triều Tiên mà người Hàn Quốc có thể đến được. Nhiều di tích thời Cao Ly nằm ở Kaesong, gồm Nam Môn Kaesong, Songgyungwan, cung Manwoldae, cầu Sonjuk.
Trong thời kỳ chiếm đóng của Nhật Bản từ năm 1910 đến năm 1945, thành phố được biết đến với tên tiếng Nhật là "Kaijō". Giữa những năm 1945 và 1950, Kaesong là một phần và nằm dưới sự quản lý của Hàn Quốc. Sau hiệp định đình chiến Triều Tiên năm 1953, thành phố nằm dưới sự kiểm soát của CHDCND Triều Tiên. Đây là thành phố duy nhất đã đổi chủ do thỏa thuận đình chiến. Do sự gần kề của thành phố với biên giới với Hàn Quốc, Kaesong đã tổ chức các cuộc trao đổi kinh tế xuyên biên giới giữa hai nước cũng như xây dựng khu công nghiệp chung Kaesong.
Vào năm 2009, thành phố có dân số vào khoảng 192,578.

## Lịch sử

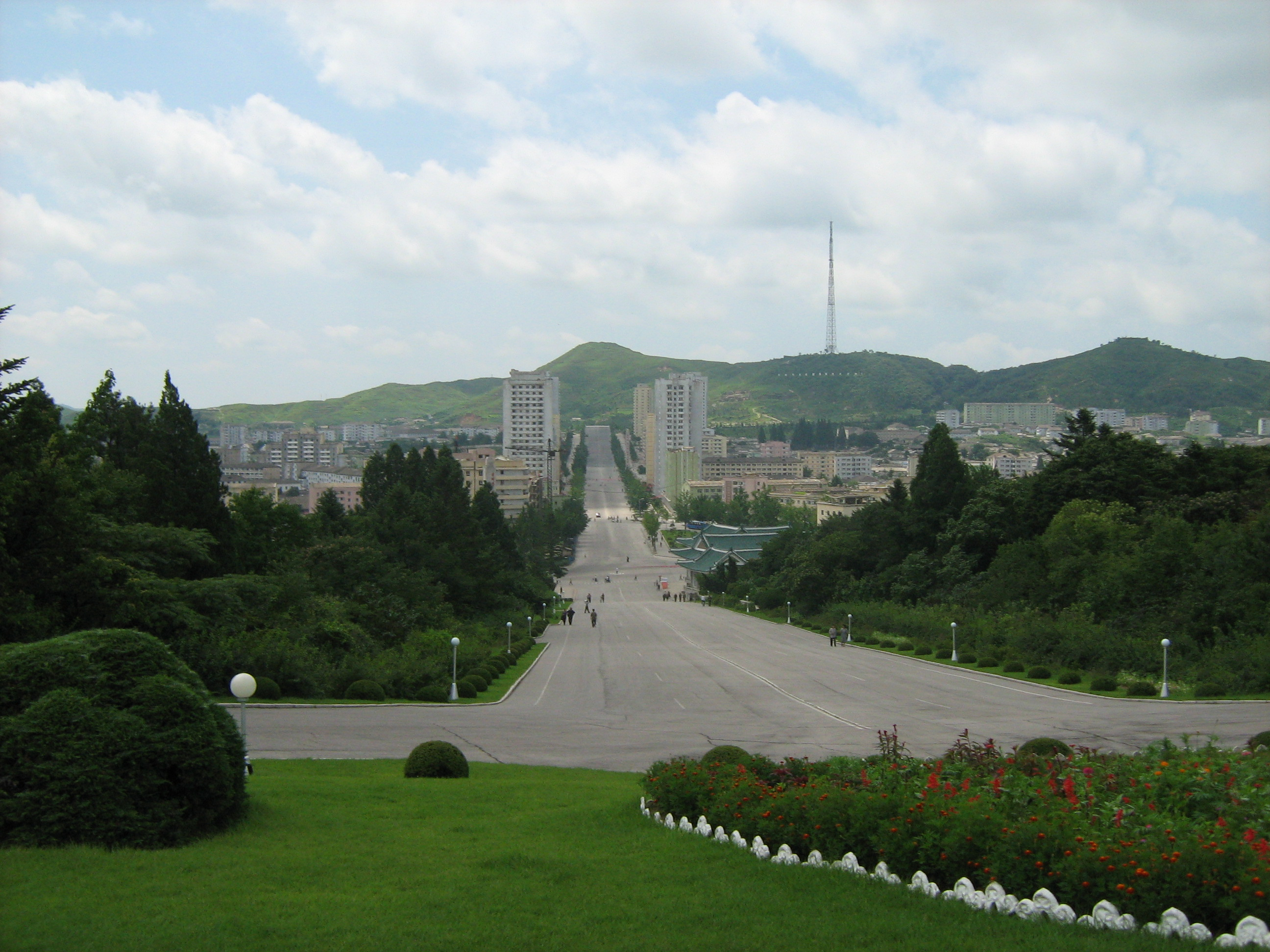
Kaesong trong mùa hè

Các dấu hiệu khảo cổ sớm nhất cho thấy khu vực Kaesong có cư dân cư trú từ thời đồ đá mới. Các hiện vật như gốm Trất Văn, đồ đá và rìu đá đã được khai quật từ Osongsan và Kaesong Nasong, pháo đài hai bức tường của Kaesong. Vì Kaesong đã bị chiếm đóng bởi các quốc gia khác nhau trong suốt nhiều thế kỷ, tên của nó liên tục thay đổi. Đây từng là lãnh thổ của liên minh Mã Hàn, và được gọi là Busogap trong thời kỳ Cao Câu Ly. Trước khi Bách Tế bị đẩy về phía tây nam của Jungnyeong, Mungyeong Saejae và Vịnh Asan vào năm 475, khu vực này đã là một phần của Bách Tế trong khoảng 100 năm.
Tuy nhiên, Kaesong trở thành lãnh thổ của Tân La năm 555, năm thứ 16 của triều đại Chân Hưng Vương, tên của thành phố đã được đổi thành Song'ak-gun trong thời kỳ đó. Theo Tam quốc sử ký, khi một lâu đài được xây dựng tại địa điểm vào năm 694, năm thứ ba của triều đại Hiếu Chiêu Vương, Kaesong được gọi là "Song'ak (송악; 松嶽)". Do đó, người ta cho rằng tên Song'ak đã được sử dụng ít nhất trước thời điểm đó.

### Cao Ly
Tân La bắt đầu suy tàn vào cuối thế kỷ thứ 9, và một thời kỳ các lãnh chúa đối địch xảy ra sau đó. Năm 898, Kaesong rơi vào tay Cung Duệ, người sáng lập ra nhà nước ngắn ngủi của ông, Thái Phong, và sau đó trở thành một phần của Cao Ly vào năm 919 bởi người sáng lập của nó, vua Cao Ly Thái Tổ). Thái Tổ đã thành lập thủ đô ở phía nam Song'ak và hợp nhất Kaesong vào Song'ak dưới tên "Gaeju". Năm 919, Kaesong trở thành kinh đô. Năm 960, năm thứ 11 của triều đại Cao Ly Quang Tông, thành phố được đổi tên thành Gaegyeong, và năm 995, năm thứ 14 của triều đại Cao Ly Tuyên Tông, nó được nâng cấp lên thành "Gaesong-bu". Gaeseong-bu là một thuật ngữ kết hợp của Song'ak-gun, và Gaesong-gun, khác với khu vực của Gaesong-ri, Seo-myeon, Kaepung-gun trước năm 1945. Năm 1010, năm đầu tiên của triều đại Cao Ly Hiển Tông, cung điện và nhà cửa gần như bị thiêu rụi trong cuộc chiến tranh với nhà Liêu lần thứ hai, vì vậy vào năm 1018, Gaesong-bu đã bị xuống hệ thống "bu", và quản lý ba vùng Jeongju, Deoksu, và Gangeum.
Vào cuối thế kỷ 12, có cả sự bất ổn ở cả chính phủ và nông thôn. Một người nô lệ có tên là Manjǒk (hay Manjeok) (만적; 萬積) đã lãnh đạo một nhóm nô lệ tụ tập bên ngoài Kaesong vào năm 1198. Âm mưu nổi dậy bị Thôi Trung Hiến đàn áp. Khi Lý Thành Quế lật đổ Cao Ly vào năm 1392, thành lập nhà Triều Tiên và trở thành vua Triều Tiên Thái Tổ, ông đã chuyển thủ đô của Triều Tiên từ Kaesong đến Hanyang (ngày nay là Seoul) năm 1394.

### Thế kỷ 20 và hiện tại

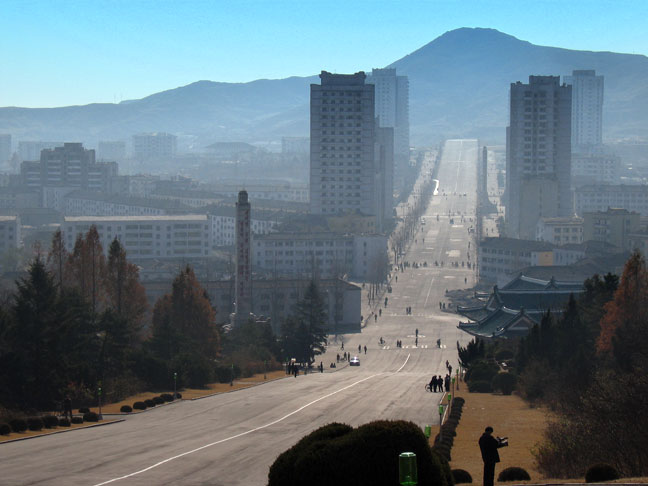
Phong cảnh phía trung tâm hiện đại của Kaesong, nhìn về phía nam từ gần đỉnh núi Janam.

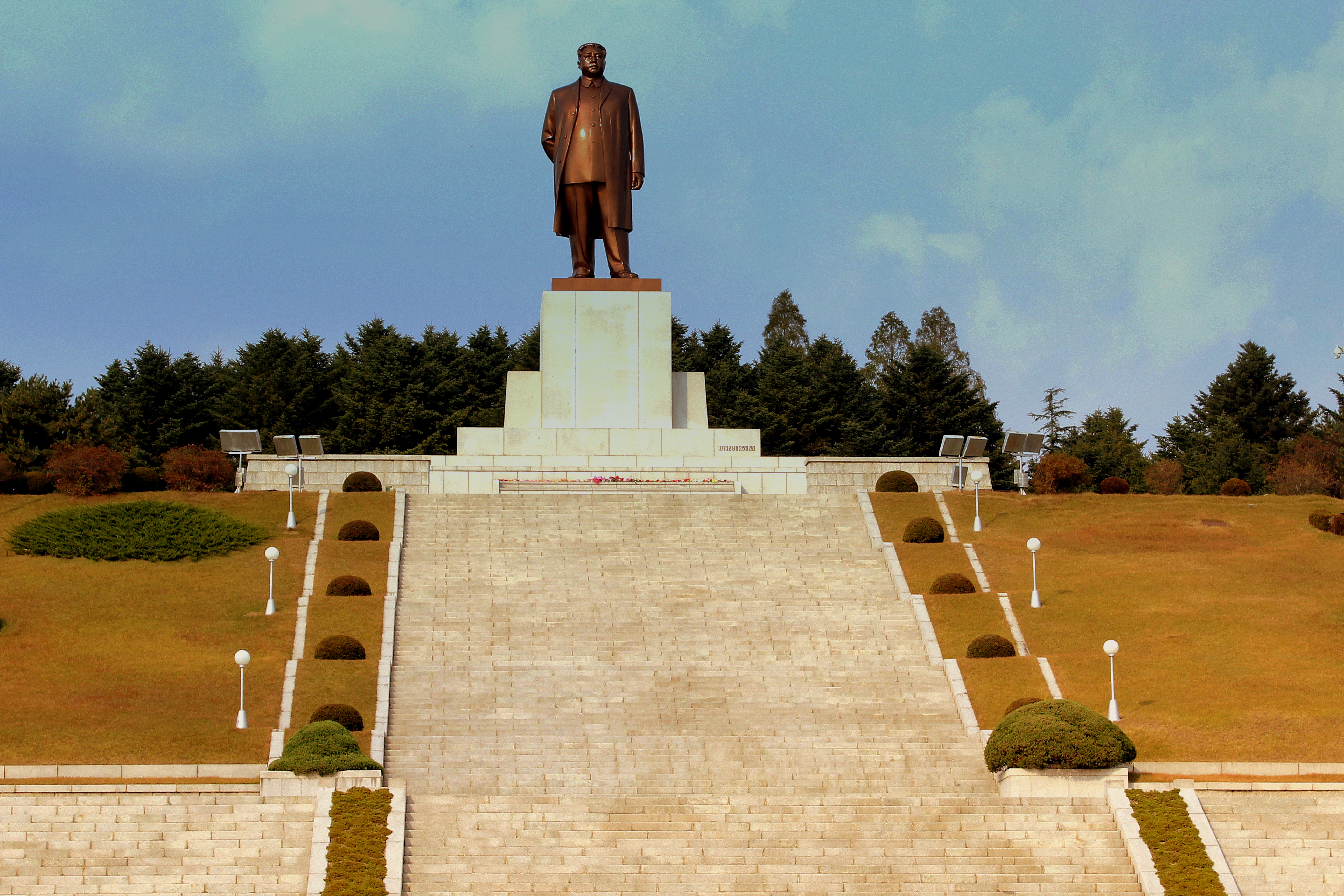
Bức tượng Kim Nhật Thành ở Kaesong, xuất hiện vào tháng 10 năm 2012. Về sau bức tượng đã được tu sửa lại và một bức tượng của Kim Jong-il đã được thêm vào bên cạnh bức tượng này.

Kaesong vẫn là một phần của tỉnh Gyeonggi cho đến Chiến tranh Triều Tiên. Khi bán đảo Triều Tiên bị tạm thời bị chia cắt tại vĩ tuyến 38 sau chiến tranh thế giới thứ hai, Kaesong ở phía nam của vĩ tuyến (bên phía Hàn Quốc).
Tuy nhiên trận chiến Kaesong-Munsan với chiến thắng của Quân đội Nhân dân Triều Tiên (KPA) trong những ngày đầu của chiến tranh Liên Triều. Thành phố đã bị lực lượng Bộ tư lệnh Liên Hợp Quốc tái chiếm vào ngày 9 tháng 10 năm 1950 trong quá trình truy kích KPA sau cuộc đổ bộ Inchon thành công. Tuy nhiên, lực lượng Bộ tư lệnh Liên Hợp Quốc đã làm mất quyền kiểm soát thành phố vào ngày 16 tháng 12 năm 1950 khi rút về sông Imjin do Chí nguyện quân Trung Quốc can thiệp vào cuộc chiến. Kaesong vẫn nằm dưới sự kiểm soát của phe Trung Quốc-Bắc Triều Tiên cho đến khi chiến tranh kết thúc.
Các cuộc đàm phán ngừng bắn bắt đầu tại Kaesong vào ngày 10 tháng 7 năm 1951, nhưng đã được chuyển đến Bàn Môn Điếm ngày 25 tháng 10 năm 1951. Hiệp định đình chiến được ký ngày 27 tháng 7 năm 1953 thừa nhận Cộng hòa Dân chủ Nhân dân Triều Tiên kiểm soát Kaesong, biến nó trở thành thành phố duy nhất bị chuyển quyền kiểm soát từ Hàn Quốc sang CHDCND Triều Tiên theo kết quả của cuộc chiến. Kaesong sau chiến tranh và một phần của tỉnh Kyonggi đã bị chiếm đóng được tổ chức thành " vùng Kaesong" (Kaesŏng Chigu; 개성 지구; 開城 地區). Năm 1955, Kaesong trở thành một "Thành phố trực thuộc trung ương" (Kaesŏng Chikhalsi; 개성 직할시; 開城 直轄市). Năm 2002, khu công nghiệp chung Kaesŏng được hình thành từ một phần của Kaesong. Năm 2003, phần còn lại của Kaesong (không bao gồm Khu công nghiệp) đã trở thành một phần của tỉnh Hwanghae Bắc. Thành phố nằm gần Khu phi quân sự Triều Tiên.
Vào tháng 10 năm 2019, Kaesong trở thành "Thành phố đặc biệt" của Bắc Triều Tiên.

## Địa lý

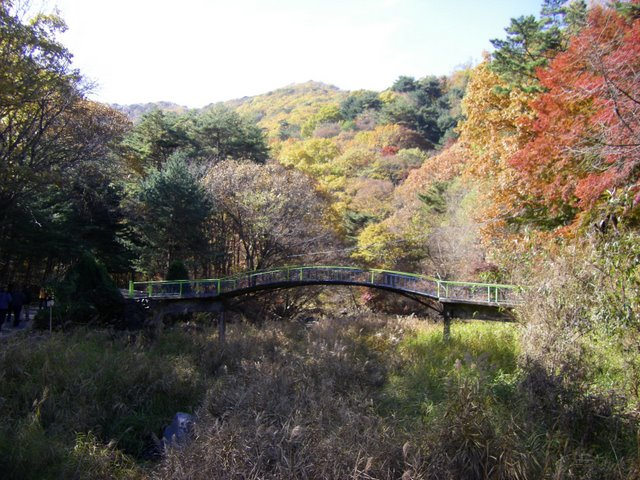
Núi ở Kaesong

Nằm ở trung tâm của bán đảo Triều Tiên, Kaesong là thành phố cực nam của Cộng hòa Dân chủ Nhân dân Triều Tiên. Thành phố giáp với các huyện Kaepung, Changpung, Panmun, và Kumchon. Đảo Kanghwa của đô thị Incheon nằm ngay phía nam, vượt ra ngoài một kênh hẹp. Kaesong có diện tích 179,26 km² (69,21 mi²), vùng đô thị được bao quanh bởi núi Songak (Songak-san; 송악산; 松嶽山) (489 m) và núi Pongmyong. Trung tâm thành phố bao quanh núi Janam (103 m), trên đó là bức tượng Kim Nhật Thành mang tính biểu tượng của thành phố.
Ở phía bắc của Kaesong, điểm cuối của dãy Ahobiryŏng tạo ra ranh giới cực bắc của thành phố Kaesong. Dãy núi này bao gồm các ngọn núi Chŏnma (757 m), Sŏnggŏ, Myoji (764 m), Suryong (716 m), Chesŏk (749 m), Hwajang (558 m), và Ogwan. Tuy nhiên, ngoại trừ khu vực miền đông bắc là núi cao, hầu hết các khu vực của Kaesong bao gồm những ngọn đồi thấp với chiều cao dưới 100 mét.
Sông Imjin chảy dọc theo đường ranh giới phía đông bắc của thành phố và sông Ryesong (禮成江) (Ryeseong-gang; 례성강) (Hàn Quốc gọi là Yeseong-gang; 예성강) chạy dọc theo biên giới phía tây đến cửa sông Hán. Ngoài hai con sông, những con sông nhỏ và lớn như Samich'ŏn, Wŏlamch'ŏn, Chukbaech'ŏn, Kŭmsŏngch'ŏn và sông Sach'ŏn cũng chảy vào sông Hán. Lưu vực sông nằm ở phía tây nam Kaesong có các đồng bằng phù sa rộng rãi như P'ungdŏkbŏl, Singwangbŏl, và Samsŏngbŏl.
Địa chất bao gồm các tầng đá liên đại Nguyên sinh, Đại Tân sinh và Đại Cổ sinh và đá hoa cương xâm nhập Đại Trung sinh. Các tài nguyên dưới lòng đất bao gồm vàng, kẽm, đồng, fluorit, đá vôi, đá hoa cương và kaolinit. Đất bao gồm đất rừng thường có màu nâu trong khi các khu vực thoát nước của sông Yesŏng, Imjin và sông Hán bao gồm chủ yếu là đất phù sa và đất mặn. Khí hậu nói chung là ấm áp và ôn hòa, với nhiệt độ trung bình hàng năm khoảng 10 ℃. Tháng lạnh nhất là tháng 1, với nhiệt độ trung bình là −5,9 ℃, trong khi tháng nóng nhất là tháng 8, với nhiệt độ trung bình là 24,7 ℃. Lượng mưa trung bình hàng năm dao động từ 1.300 đến 1.400 mm. Thời gian không có sương giá là 180 ngày, dài nhất ở Bắc Triều Tiên. Khoảng 55% Kaesong là rừng (80% cây là thông Triều Tiên) cùng với 40 loài động vật có vú và 250 loài chim sống trong khu vực

### Khí hậu
Kaesong có khí hậu lục địa ẩm ướt (phân loại khí hậu Köppen: Dwa), với mùa đông lạnh, khô và mùa hè nóng, ẩm với lượng mưa dồi dào.
| Dữ liệu khí hậu của Kaesong             | Dữ liệu khí hậu của Kaesong | Dữ liệu khí hậu của Kaesong | Dữ liệu khí hậu của Kaesong | Dữ liệu khí hậu của Kaesong | Dữ liệu khí hậu của Kaesong | Dữ liệu khí hậu của Kaesong | Dữ liệu khí hậu của Kaesong | Dữ liệu khí hậu của Kaesong | Dữ liệu khí hậu của Kaesong | Dữ liệu khí hậu của Kaesong | Dữ liệu khí hậu của Kaesong | Dữ liệu khí hậu của Kaesong | Dữ liệu khí hậu của Kaesong |
| Tháng                                   | 1                           | 2                           | 3                           | 4                           | 5                           | 6                           | 7                           | 8                           | 9                           | 10                          | 11                          | 12                          | Năm                         |
| --------------------------------------- | --------------------------- | --------------------------- | --------------------------- | --------------------------- | --------------------------- | --------------------------- | --------------------------- | --------------------------- | --------------------------- | --------------------------- | --------------------------- | --------------------------- | --------------------------- |
| Trung bình ngày tối đa °C (°F)          | −1.0 (30.2)                 | 3.9 (39.0)                  | 9.2 (48.6)                  | 16.4 (61.5)                 | 22.4 (72.3)                 | 25.8 (78.4)                 | 28.4 (83.1)                 | 29.1 (84.4)                 | 24.8 (76.6)                 | 19.5 (67.1)                 | 11.6 (52.9)                 | 3.8 (38.8)                  | 16.2 (61.2)                 |
| Trung bình ngày °C (°F)                 | −5.6 (21.9)                 | −1.1 (30.0)                 | 4.1 (39.4)                  | 10.7 (51.3)                 | 16.8 (62.2)                 | 21.0 (69.8)                 | 24.9 (76.8)                 | 25.3 (77.5)                 | 20.1 (68.2)                 | 13.5 (56.3)                 | 6.5 (43.7)                  | −0.4 (31.3)                 | 11.3 (52.3)                 |
| Tối thiểu trung bình ngày °C (°F)       | −10.2 (13.6)                | −6.1 (21.0)                 | −0.9 (30.4)                 | 5.1 (41.2)                  | 11.2 (52.2)                 | 16.2 (61.2)                 | 21.5 (70.7)                 | 21.5 (70.7)                 | 15.4 (59.7)                 | 7.6 (45.7)                  | 1.5 (34.7)                  | −4.5 (23.9)                 | 6.5 (43.7)                  |
| Lượng Giáng thủy trung bình mm (inches) | 14 (0.6)                    | 16 (0.6)                    | 48 (1.9)                    | 83 (3.3)                    | 79 (3.1)                    | 103 (4.1)                   | 420 (16.5)                  | 279 (11.0)                  | 142 (5.6)                   | 46 (1.8)                    | 46 (1.8)                    | 29 (1.1)                    | 1.305 (51.4)                |
| Nguồn: Climate-Data.org                 |                             |                             |                             |                             |                             |                             |                             |                             |                             |                             |                             |                             |                             |

## Hành chính
Trước năm 2002, thành phố trực thuộc trung ương Kaesŏng được chia thành một thành phố Kaesŏng và 3 huyện.
- Kaesŏng-si (개성시/開城市)
- Changp'ung-gun (장풍군/長豊郡)
- Kaep'ung-gun (개풍군/開豊郡)
- P'anmun-gun (판문군/板門郡)

Năm 2003, P'anmun-gun và một phần của Kaesŏng-si được tách từ Thành phố trực thuộc trung ương Kaesŏng và nhập vào khu công nghiệp Kaesŏng. Phần còn lại của Kaesŏng nhập vào Hwanghae Bắc.

Kaesong hiện có 24 đơn vị hành chính khu phố ("dong"), và 3 xã ("ri").
- Koryŏ-dong (고려동/高麗洞)
- Haeun-dong (해운동/海雲洞)
- Chanam-dong (자남동/子男洞)
- Kwanhun-dong (관훈동/冠訓洞)
- Manwŏl-dong (만월동/滿月洞)
- Naesŏng-dong (내성동/內城洞)
- Nam'an-dong (남안동/南安洞)
- Nammun-dong (남문동/南門洞)
- Namsan-dong (남산동/南山洞)
- Pangjik-tong (방직동/紡織洞)
- Posŏn-dong (보선동/保善洞)
- Pug'an-dong (북안동/北安洞)
- Pusan-dong (부산동/扶山洞)
- Ryonghŭng-dong (룡흥동/龍興洞)
- Ryongsan-dong (룡산동/龍山洞)
- Song'ak-tong (송악동/松嶽洞)
- Sŏngnam-dong (성남동/城南洞)
- Sŏnjuk-tong (선죽동/善竹洞)
- Sŭngjŏn-dong (승전동/勝戰洞)
- Tonghŭng-dong (동흥동/東興洞)
- Tonghyŏn-dong (동현동/銅峴洞)
- Ŭndŏk-tong (은덕동/恩德洞)
- Ŭnhak-tong (운학동/雲鶴洞)
- Yŏkchŏn-dong (역전동/驛前洞)
- Pak'yŏl-li (박연리/朴淵里)
- Samgŏ-ri (삼거리/三巨里)
- Tog'am-ri (덕암리/德岩里)

## Văn hóa

### Địa danh
Kaesong là nơi có các di sản thế giới bao gồm các di tích lịch sử. Đại học Koryo Songgyungwan (Công nghiệp nhẹ), Đại học Cộng sản và Cao đẳng Nghệ thuật được đặt tại Kaesong. Bảo tàng Cao Ly đặt trong Học viện Nho giáo cũ là nơi lưu giữ nhiều tác phẩm nghệ thuật Cao Ly vô giá và nhiều di tích văn hóa, mặc dù chúng chỉ là bản sao khi các bản chính được lưu giữ tại Bảo tàng Lịch sử Trung ương Triều Tiên ở Bình Nhưỡng.
Kaesong là thủ đô cũ của Cao Ly, chính vì vậy mà hầu hết lăng mộ các vị vua Cao Ly đều nằm trong khu vực này, mặc dù hầu hết chúng không mở cửa đón du khách. Lăng mộ của Cao Ly Thái Tổ được tu bổ lại nhiều nằm ở phía tây của thành phố ở Kaepung-gun. Ngôi mộ đáng chú ý khác bao gồm lăng mộ của Cao Ly Huệ Tông, Cao Ly Cảnh Tông, Cao Ly Thành Tông, Cao Ly Hiển Tông, Cao Ly Văn Tông và Cung Mẫn Vương. Kaesong cũng là nơi lưu giữ hai ngôi mộ hoàng gia duy nhất của nhà Triều Tiên ở Cộng hòa Dân chủ Nhân dân Triều Tiên là Lăng mộ hoàng gia Triều Tiên Định Tông (nơi an táng vị vua thứ hai của vương triều) và Lăng mộ hoàng gia Tề lăng, nơi lưu giữ thi hài của Thần Ý Vương hậu, vương hậu của Triều Tiên Thái Tổ. Mặc dù thuộc về các thành viên hoàng tộc nhà Triều Tiên nhưng hai lăng mộ cuối cùng lại bị loại ra khỏi danh sách Di sản thế giới "Quần thể lăng mộ Vương tộc của nhà Triều Tiên" do vị trí của nó nằm tại Cộng hòa Dân chủ Nhân dân Triều Tiên.

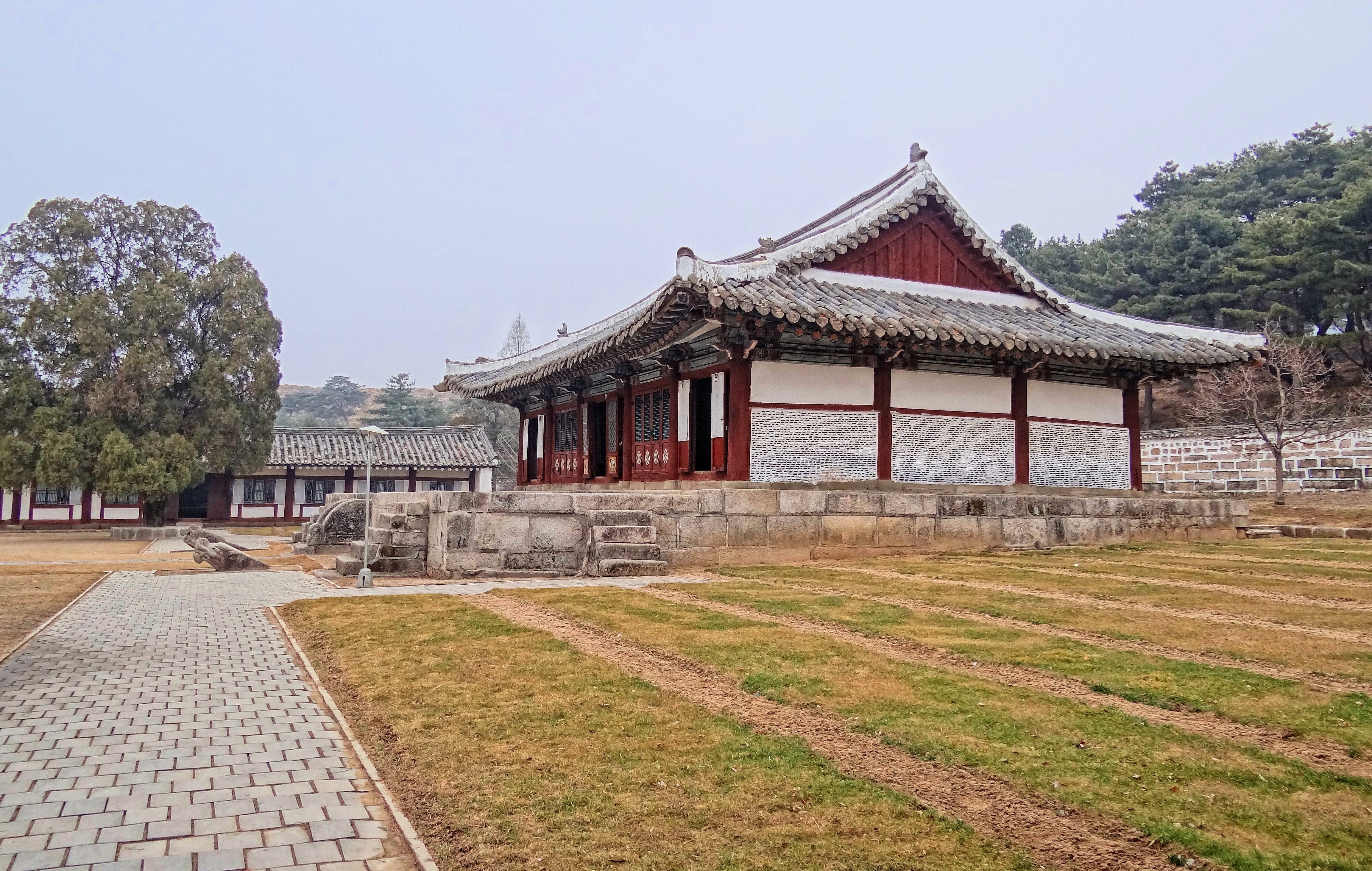
Bảo tàng Goryeo

### Ẩm thực

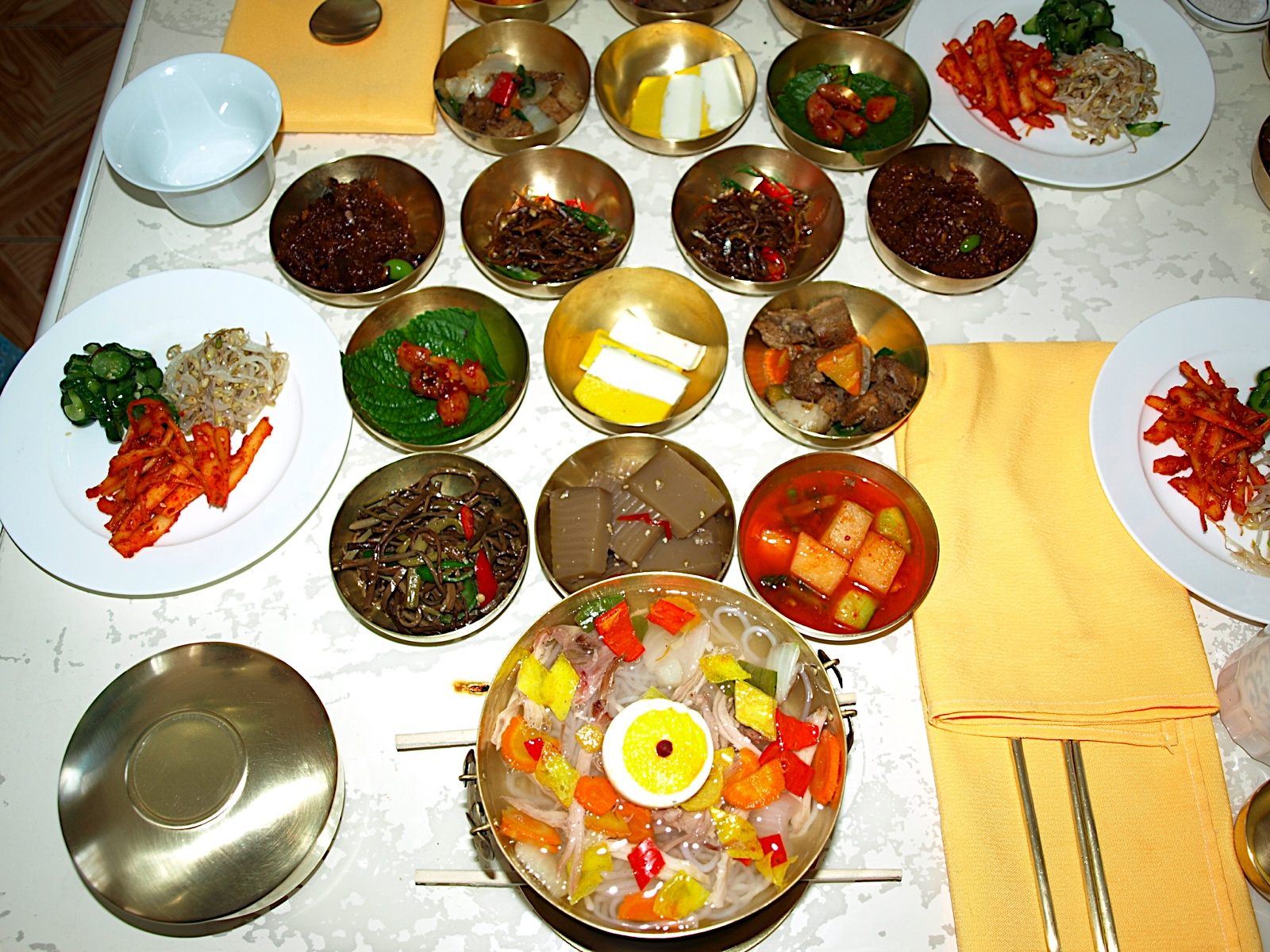
Một bữa ăn của du khách tại nhà hàng Tongil, Kaesong

Vì Kaesong là kinh đô của Cao Ly trong 487 năm trị vì, văn hóa ẩm thực của thành phố rất phát triển. Phong cách sang trọng của ẩm thực Kaesong thường được so sánh với ẩm thực Seoul và ẩm thực Jeolla. Ẩm thực Kaesong được coi là một phần của ẩm thực Gyeonggi, vì Kaesong thuộc tỉnh Gyeonggi cho đến năm 1950. Tuy nhiên, nó đã thuộc quyền kiểm soát của chính quyền Bắc Triều Tiên sau Chiến tranh Triều Tiên trong khi tỉnh Gyeonggi ở Hàn Quốc. Bossam kimchi (kim chi bọc), pyeonsu (mandu mùa hè hình vuông), Sinseollo (thịt hầm hoàng gia), seolleongtang (súp tripe thịt bò), chueotang (súp cá), joraengi tteokguk (súp bánh gạo), umegi (tteok được phủ bởi siro) và gyeongdan (tteok hình quả bóng) là những món ăn Kaesong tiêu biểu. Umegi, còn được gọi là Kaesong juak, là một món ăn ngày lễ của Kaesong, và được biết đến với phong cách tinh tế với hương vị ngọt ngào và hấp dẫn. Món ăn được làm bằng cách nhào trộn hỗn hợp bột gạo và bột gạo nếp với nước ấm, bằng cách vo bột thành hình dạng quả bóng với một hạt thông hoặc táo tàu, bằng cách chiên và phủ chúng bằng siro.

## Kinh tế
Với địa hình, khí hậu và đất đai, Kaesong có điều kiện tự nhiên thuận lợi cho sản xuất nông nghiệp. Hệ thống cấp nước được thiết lập với 18 hồ chứa, bao gồm Hồ chứa nước Songdo, được xây dựng cho những tiến bộ nông nghiệp và khoảng 150 trạm bơm cũng như hàng trăm hồ đập. Đất canh tác chiếm 27% diện tích của Kaesong. Lúa gạo, ngô, đậu nành, lúa mì và lúa mạch là những cây trồng chính. Trong số đó, sản xuất gạo chiếm 60% tổng sản lượng lương thực và Kaepung và Panmun là hai vùng chính, sản xuất hơn 70% sản lượng gạo. Ngoài ra, trồng rau và trái cây bao gồm đào, táo và hồng, chăn nuôi và nuôi trồng dâu tằm tơ đang hoạt động. Đào là một đặc sản địa phương của Kaesong, đặc biệt là đào trắng, chiếm hơn 25% tổng sản lượng trái cây. Các quận Kaepung-gun và Panmun-gun cũng được biết đến với việc trồng loại nhân sâm chất lượng của Triều Tiên có tên là Goryeo Insam.
Kaesŏng là trung tâm công nghiệp nhẹ của CHDCND Triều Tiên. Khu đô thị được trang bị một nhà máy chế tác trang sức, nhà máy chế biến nhân sâm và một nhà máy thêu. Kể từ thời Cao Ly, Kaesong là một trung tâm thủ công và thương mại trong khi ngành dệt may là ngành kinh doanh chính cùng với việc sản xuất hàng tạp hóa, nhu yếu phẩm và các sản phẩm nhân sâm sau khi phân chia thành hai quốc gia. Ngành công nghiệp chế biến thực phẩm đứng cạnh ngành kinh doanh dệt may, chủ yếu sản xuất jang (gia vị làm từ đậu nành), dầu, thực phẩm đóng hộp, đồ uống có cồn, nước ngọt có ga và các mặt hàng khác. Ngoài ra, nhựa, gỗ, thủ công mỹ nghệ, đồ gốm, giày dép, đồ dùng học tập, nhạc cụ và thủy tinh cũng được sản xuất. Kaesong có nhà máy sản xuất máy nông nghiệp và sửa chữa máy kéo.
Kể từ năm 2002, thành phố này có trụ sở của Ngân hàng Trung ương Bắc Triều Tiên, với các chi nhánh cũng ở các quận Kapung và Panmun.
Triều Tiên và Hàn Quốc cùng điều hành một tổ hợp công nghiệp tại Khu công nghiệp Kaesong. Khu công nghiệp, được xây dựng vào khoảng năm 2005, sử dụng hơn 53.400 người lao động Bắc Triều Tiên tại hơn 120 nhà máy dệt của Hàn Quốc và các nhà máy thâm dụng lao động khác. Đầu năm 2013, khoảng 887 người Hàn Quốc đã làm việc trong khu phức hợp, nơi đã sản xuất khoảng 470 triệu đô la hàng hóa vào năm 2012, và tổ hợp này đã thuê một phần sáu nhân viên làm việc của Kaesong.
Giữa lúc căng thẳng năm 2013, khu công nghiệp tạm thời bị đóng cửa. Nó đã bị đóng cửa một lần nữa vào năm 2016.

### Du lịch

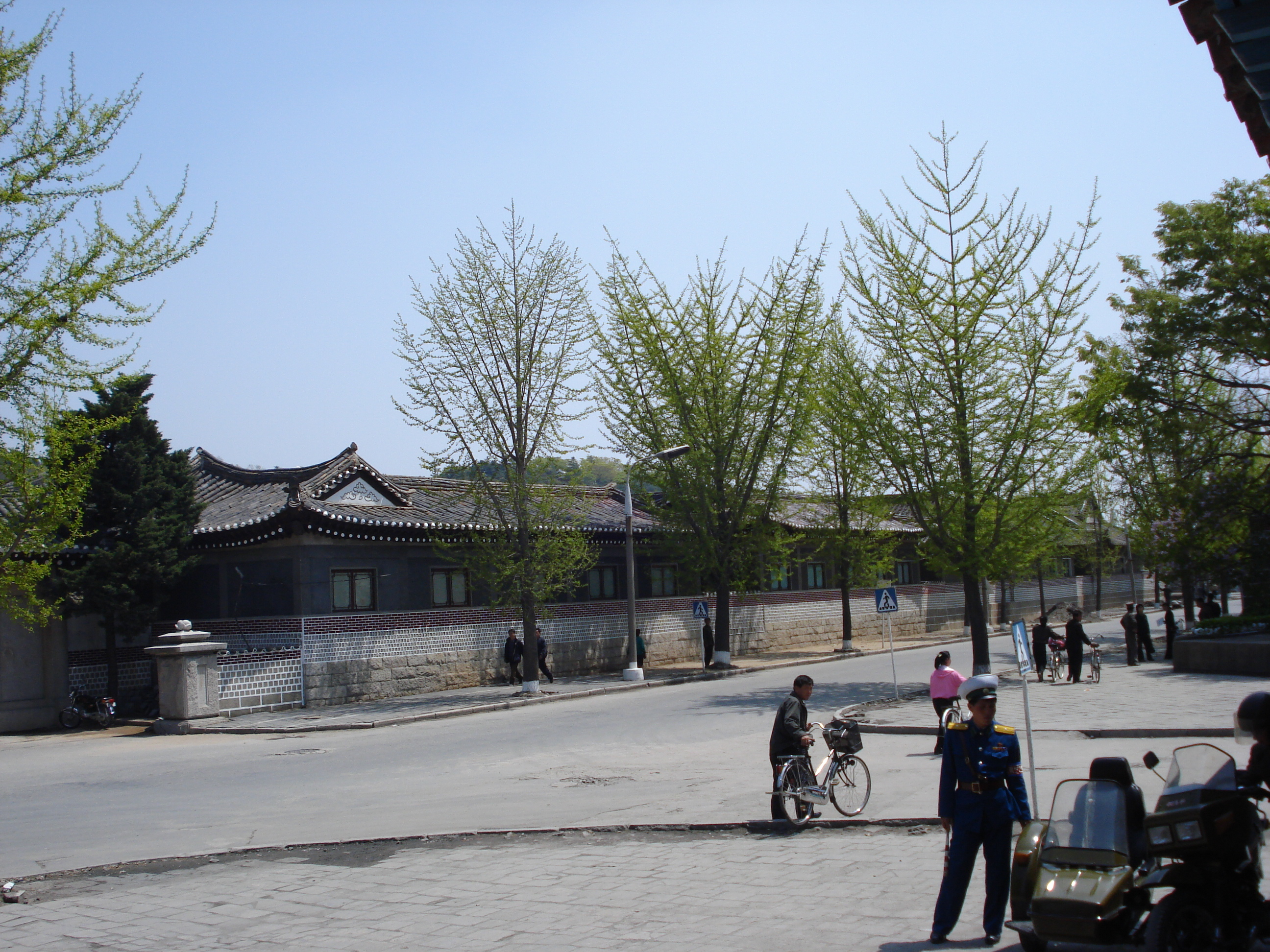
Một con đường nhỏ ở Kaesong

Kaesong là một điểm đến chính cho du khách nước ngoài đến Bắc Triều Tiên. Nhiều địa điểm lịch sử thời Cao Ly được đặt tại Kaesong, bao gồm cổng Kaesong Namdaemun, Songgyungwan, bây giờ là Bảo tàng Cao Ly, và cầu Sonjuk và rạp Pyochung. Các điểm ít nổi tiếng hơn bao gồm rạp Kwandok, phế tích Cung điện Manwoldae từ thời Cao Ly, đền Anhwa, sảnh Sungyang, sảnh Mokchong, và đài quan sát Kaesong Chomsongdae (개성 첨성대; 開城 瞻星臺). Nằm ở phía tây của thành phố là lăng mộ các vua Cao Ly Cung Mẫn vương và Cao Ly Thái Tổ; cách Kaesong 24 km về phía bắc là pháo đài Taehungsan, một pháo đài vệ tinh Koguryo được xây dựng để bảo vệ Bình Nhưỡng. Pháo đài này có Kwanum và đền Taehung. Thác Pakyon nổi tiếng nằm trong khu vực, cũng như một tượng phật lớn thời Cao Ly, được phát hiện gần đây được khắc vào đá trên núi Chonma. Hầu hết khách du lịch đến Kaesong đều lưu trú ở khách sạn dân gian Kaesong, nằm trong 19 ngôi nhà hanok truyền thống.

## Giáo dục
Thành Quân Quán, cách cầu Seonjukgyo một km về phía bắc là một tổ chức giáo dục truyền thống tiêu biểu ở Kaesong. Nó được thành lập tại khu Gukja-dong với tên gọi Gukjagam (국자감; 國子監) năm 992 dưới thời vua Cao Ly Thành Tông, đã khuyến khích Nho giáo Triều Tiên. Tên của nó đã được đổi thành Gukhak (국학; 國學) dưới thời vua Cao Ly Trung Liệt Vương và được gọi là Seonggyungwan. Năm 1367, năm thứ 16 của triều đại Cung Mẫn Vương, cấu trúc đã được tân trang lại bởi Yi Saek và Trịnh Mộng Chu, học giả Nho giáo thời đó đã dạy ở đó với tư cách là giáo sư. Năm 1592, năm thứ 25 của triều đại Triều Tiên Tuyên Tổ, Kim Yuk đã xây dựng lại tổ chức đã bị người Nhật đốt cháy trong Chiến tranh Nhật Bản-Triều Tiên (1592-1598).
Ngôi trường hiện đại đầu tiên xuất hiện ở Kaesong là Hanyeong Seowon (한영서원; 韓英書院), hay trường Anglo-Triều được thành lập bởi Yun Chi-ho năm 1906, với sự giúp đỡ của những nhà truyền giáo người Mỹ Wasson, và Candler. Nó được ủy quyền là Trường trung học Songdo từ Toàn quyền Triều Tiên vào năm 1917, và mở rộng thành tổ chức trường học Songdo năm 1950 với sự công nhận thành lập Trường trung học Songdo và Cao đẳng Dược Songdo, và đào tạo được 40 sinh viên tốt nghiệp. Tuy nhiên, khi Chiến tranh Triều Tiên xảy ra, nền tảng của trường đã được chuyển đến Incheon, việc tái xây dựng trường trung học cơ sở và trung học Songdo vào năm 1953 vẫn còn tồn tại cho đến hiện tại.
Tính đến năm 2002, Kaesong có 80 trường tiểu học công lập nằm rải rác trong mỗi đơn vị ri (xã), 60 trường trung học cơ sở, 3 trường cao đẳng và 3 trường đại học như Đại học Chính trị Songdo, Đại học Sư phạm Kaesong, và Đại học Cộng sản Kaesong.

## Giao thông

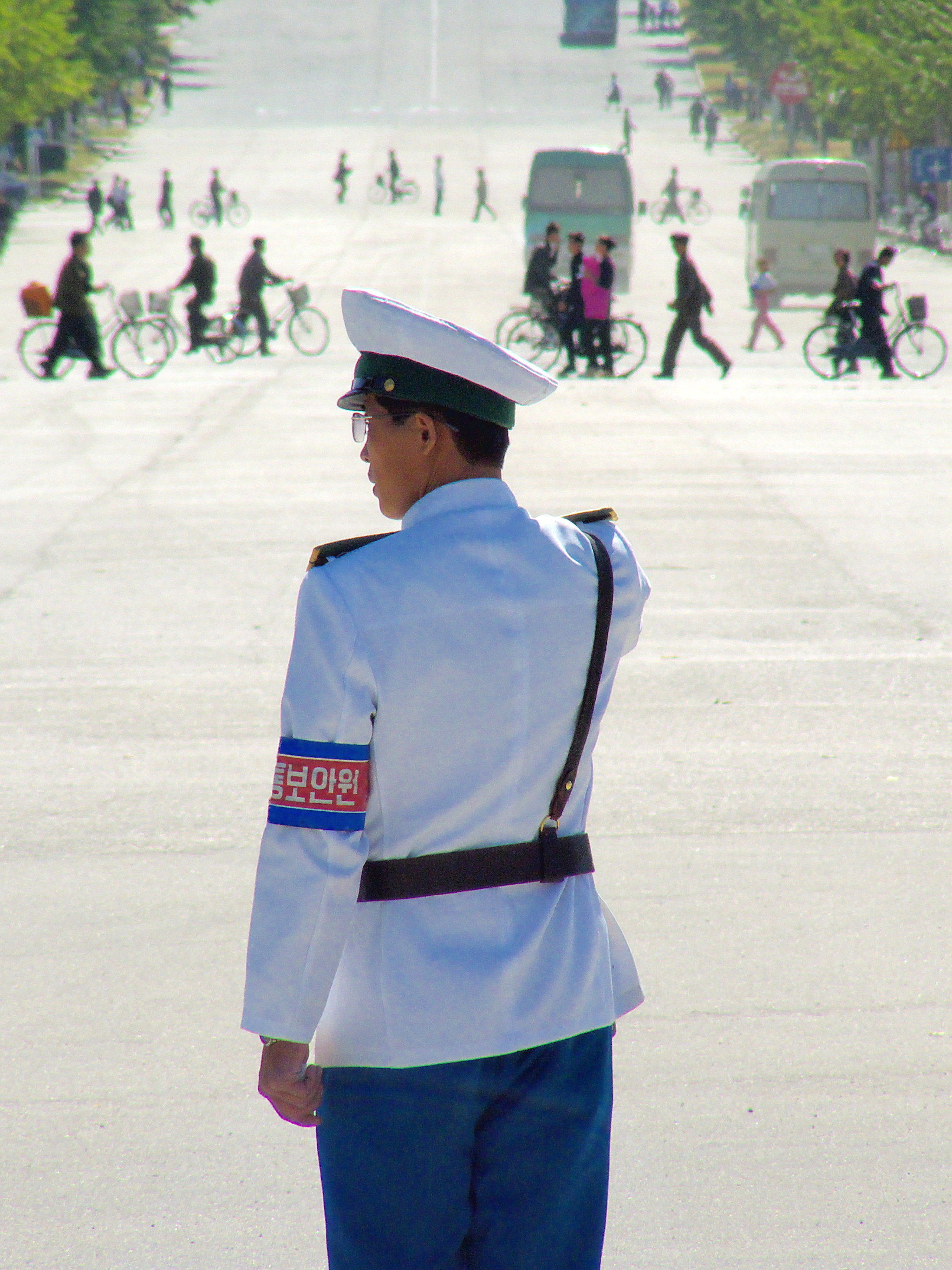
Cảnh sát đang điều tiết giao thông tại Kaesong

Kaesong kết nối với Bình Nhưỡng, thủ đô của CHDCND Triều Tiên, thông qua đường sắt và đường cao tốc. Ga đường sắt chính của thành phố là ga Kaesong, nằm trên tuyến tuyến Pyongbu.

## Thành phố kết nghĩa
- Cusco (1990)[14]

## Những người sinh ra tại Kaesong
- Uicheon (1055–1191), người sáng lập giáo phái Phật giáo Cheontae
- Thôi Trung Hiến (1149–1219), một nhà cai trị quân sự của Triều Tiên dưới thời Cao Ly
- Choe U (mất năm 1249), tướng của Cao Ly, con trai của Choe Chung-Hon
- Hoàng Hỉ (1363–1452), tể tướng nhà Triều Tiên
- Hoàng Chân Y (1515–1550), nhà thơ và cung nữ nổi tiếng
- Lee Jong soo (Chong Lee) (1938–2017), Cha đẻ môn Taekwondo ở Canada
- K. W. Lee (1928–), Nhà báo in người Mỹ gốc Triều Tiên
- Won Pyong Oh (1926–), Nhà động vật học Hàn Quốc
- Chin Byung Ho (1909–1972), Trưởng khoa Y của Đại học Quốc gia Seoul[15]